# Gisbert Rittig
Gisbert Rittig (* 3. März 1904 in Falkenau an der Eger, Österreich-Ungarn; † 20. Juni 1984 in Herrsching am Ammersee) war ein deutscher Ökonom. Er lehrte an der Georg-August-Universität Göttingen und gilt als wichtiger Gemeinwirtschaftstheoretiker der Bundesrepublik.

## Leben
Rittig hatte mütterlicherseits böhmisch-hugenottische Vorfahren und stammte selbst aus dem Sudetenland in der Nähe von Eger. Er wuchs in Prag auf und besuchte die dortige Evangelische Deutsche Schule und das Smichower Realgymnasium.
Rittig studierte von 1924 bis 1931 Rechts- und Staatswissenschaften an der Ludwig-Maximilians-Universität München. 1927 machte er den Abschluss als Diplom-Volkswirt. 1930 wurde er bei Otto von Zwiedineck-Südenhorst mit der Dissertation Über das Verhältnis objektiver und subjektiver Momente in der nationalökonomischen Preislehre zum Dr. rer. oec. promoviert.
1933 trat er in die SA ein. Außerdem war er Mitglied der Sudetendeutschen Partei und des Sudetendeutschen Freikorps. Von 1936 bis 1940 war er tätig (ab 1937 als außerordentlicher Assistent) bei Ernst Schuster am Institut für Volkswirtschaftslehre und Statistik der Universität Heidelberg. Dort habilitierte er sich 1937 – nachdem er sich eine nationalsozialistisch gefestigte Gesinnung bescheinigen ließ – mit der Arbeit Die Zeit in der Wirtschaft. Eine Untersuchung über die Zeit in der nationalökonomischen Theorie.
Von 1939 bis 1940 vertrat er die Professur für Wirtschaftliche Staatswissenschaften (Prof. Günter Schmölders) an der Universität Breslau. Als Soldat und Dolmetscher diente er ab Juni 1940 in der Wehrmacht. Ein Ruf an die Universität Posen (1941) scheiterte aufgrund seines jungen Alters am Votum der Hochschulkommission der NSDAP. Die Vertretung an der Universität Göttingen konnte er wegen der Einberufungspraxis nur halbherzig erfüllen. 1943 untersuchte er Preisfragen für das Reichsernährungsministerium. 1943/44 vertrat er Carl Brinkmann an den Universitäten Heidelberg und Göttingen. 1944 wurde er gerade im Dienst an der Ostfront als Extraordinarius (Nachfolge von Siegfried Wendt) an die Staats- und Wirtschaftswissenschaftliche Fakultät der Universität Göttingen berufen.
1946 wurde er zunächst Lehrbeauftragter an der Georg-August-Universität Göttingen. Von 1951 bis 1973 war er ordentlicher Professor für Volkswirtschaftslehre und Versicherungswesen. Außerdem war er Direktor des Seminars für Versicherungswissenschaft und des Volkswirtschaftlichen Seminars. Von 1968 bis 1973 leitete er die Zentralstelle für auswärtige Seminarkurse in Göttingen. Er hatte in Göttingen den Vorsitz des Studentenwerks inne und war von 1948 bis 1975 Vorsitzender der Volkshochschule Göttingen. 1961 war er Gründungsvorsitzender des Wirtschafts- und Sozialwissenschaftlichen Fakultätentages.
Rittig knüpfte in der Nachkriegszeit an die Theorie der Gemeinwirtschaft an. Er war 1953 Gründungsmitglied und von 1973 bis 1977 stellvertretender Vorsitzender des wissenschaftlichen Beirates der Gesellschaft für öffentliche Wirtschaft und Gemeinwirtschaft.
Er war bereits ab 1931 Mitglied der Sozialdemokratischen Partei und in den 1950er Jahren an der Ausarbeitung des Godesberger Programms beteiligt. Bei der Bundestagswahl 1961 kandidierte er für die SPD auf Listenplatz 35 der Landesliste Niedersachsen. Ab 1954 war er Mitherausgeber der linksliberalen Zeitschrift Neue Gesellschaft. Er war auch u. a. Herausgeber der deutschen Ausgabe des Einführungswerkes The Theory of Capitalist Development des US-amerikanischen marxistischen Nationalökonomen Paul Sweezy.
Rittig lebte zuletzt in Herrsching am Ammersee (Breitbrunn).

## Schriften (Auswahl)
- Der soziale Preis. Fischer, Jena 1935.
- Sozialismus heute. Zur Selbstbesinnung des Sozialismus. Dietz, Hannover 1954.
- hrsg. mit Heinz-Dietrich Ortlieb: Gemeinwirtschaft im Wandel der Gesellschaft. Festschrift für Hans Ritschl zu seinem 75. Geburtstag. Allgemeine Verlagsgesellschaft, Berlin 1972.
- Gemeinwirtschaftsprinzip und Preisbildung bei öffentlichen Unternehmen unter volkswirtschaftlichen Gesichtspunkten (= Schriftenreihe Gemeinwirtschaft. Nr. 25). Europäische Verlagsanstalt, Frankfurt am Main u. a. 1977.